# Pegel Lobith
Der Pegel Lobith ist eine unbemannte Station am rechten Rheinufer bei Rheinkilometer 862,22 km, die den Pegel des Rheins misst. An dieser Stelle gibt es bereits seit 1866 einen Pegel. Die Messstation liegt in Tolkamer in der Gemeinde Zevenaar, nahe der Grenze zwischen Deutschland und den Niederlanden. Betreiber ist die niederländische Behörde Rijkswaterstaat.
Vor allem je nach dortigem Pegelstand wird die Wasserverteilung im Rhein-Maas-Delta gesteuert: bei mittleren und niedrigen Wasserständen durchquert das meiste Wasser der Maas zusammen mit dem des Rheins noch die Stadtgebiete von Dordrecht und Rotterdam, bevor es in die Nordsee fließt (→ Maas#Mündungsbereich).
Die Daten des Pegels sind unter anderem via ELWIS erhältlich.
Sie sind von Interesse für die Rheinschifffahrt, den Hochwasserschutz in den Niederlanden und den Hochwasserschutz am Niederrhein.
Die nächsten Pegel flussaufwärts sind bei Emmerich, Rees, Wesel, Duisburg Ruhrort, Düsseldorf, Köln, Bonn, Oberwinter, Andernach, Koblenz, Kaub, Bingen, Oestrich, Mainz und Worms.
Der einzige Pegel flussabwärts ist der Pegel Pannerdense Kop.